# Francisco de Paula de Portugal e Castro, 13.º Conde de Vimioso
Francisco de Paula de Portugal e Castro (28 de Julho de 1817 – 8 de Julho de 1865), 13.º Conde de Vimioso, foi um fidalgo português que se notabilizou enquanto cavaleiro tauromáquico.
É talvez hoje mais recordado como amante da fadista Maria Severa Onofriana; segundo a lenda, o Conde de Vimioso era enfeitiçado pela forma como cantava e tocava guitarra, levando-a frequentemente à tourada. Proporcionou-lhe grande celebridade e naturalmente permitiu a Severa um maior prestígio e número de oportunidades para se exibir para um público de jovens oriundos da elite social e intelectual portuguesa.